# Операція «Дракула»
Операція «Дракула» (англ. Operation Dracula) — комбінована повітрянодесантна та морська десантна операція з захоплення британськими та індійськими силами під час Бірманської кампанії окупованого японськими військами міста Рангун. План був вперше запропонований усередині 1944 року, коли Командування союзників у Південно-Східній Азії готувалося до деокупації Бірми, але від нього довелося відмовитися через брак необхідних десантно-висадочних засобів та інших ресурсів. Однак у березні 1945 року до плану повернулися, оскільки для союзників життєво важливо було захопити Рангун до початку мусону (який очікувався на другий тиждень травня). Операція планувалася та проводилася в надії перешкодити армії Бірми генерал-лейтенанта Гейтаро Кімура організувати міцну оборону регіону, оскільки її формування відступали вниз по долинах річок Іраваді та Сіттанг під тиском військ Індійського 33-го корпусу лейтенант-генерала сера Монтагу Стопфорда та Індійського IV корпусу лейтенант-генерала Френка Мессерві 14-ї армії лейтенант-генерала сера Вільяма Сліма.
Протягом квітня 1945 року частини британської 14-ї армії в ході наступу наблизилися на відстань до 64 км від Рангуна, але японські сили, які вперто протистояли союзникам в ході боїв за Пегу, затримали їх до 1 травня. Того ж дня в рамках операції «Дракула» зведений парашутний батальйон «Гуркха» висадився на Елефант-Пойнт у гирлі річки Рангун. Після того, як десантники зачистили прибережні батареї японців, тральщики очистили річку від мін. 2 травня індійська 26-та дивізія розпочала висадку на обох берегах річки. Мусон також розпочався того ж дня, раніше, ніж очікувалося. Однак кілька днів тому Імперська армія Японії полишила Рангун, і частини індійської 26-ї дивізії без спротиву зайняли місто та його життєво важливі портові доки. Через чотири дні вони зв'язалися з 14-ю армією.

## Історія
Протягом лютого та березня 1945 року 14-та армія Сліма здобула вирішальні перемоги в битвах за Мандалай та Мейктілу, намагаючись повернути центральну Бірму, окуповану противником. Японці зазнали значної поразки. Більша частина сили 15-ї армії генерал-лейтенанта Шихачі Катамури та 33-ї армії генерал-лейтенанта Масакі Хонди, двох з трьох армій, підконтрольних Армії Бірманського району генерал-лейтенанта Гейтаро Кімура, була знищена, а залишки були змушені відступити на схід до штату Шан, де члени тамтешнього руху опору карени під проводом британських керівників підірвали на пагорбах Шан всі мости і в такий спосіб змусили 15-ту армію пробиватися на південь долиною річки Сіттанг.
Генерал Слім почав наступ на південь у напрямку Рангуна паралельними рухами вздовж долини річки Іраваді на захід, долаючи опір 28-ї армії генерал-лейтенанта Шозо Сакурая, та вздовж долини річки Сіттанг на схід, переслідуючи залишки 15-ї японської армії. До кінця квітня Індійський IV корпус Мессерві, у першому ешелоні якого діяла бронетанкова бригада, просунувся майже на 320 км вниз по долині річки Сіттанг, і підійшов до Пегу, одного з найбільших міст на півдні Бірми, всього в 65 км на північний схід від Рангуна, а також на невеликій відстані на північ від вузлів автомобільних та залізничних ліній, що зв'язували Рангун з Таїландом та Малайєю.

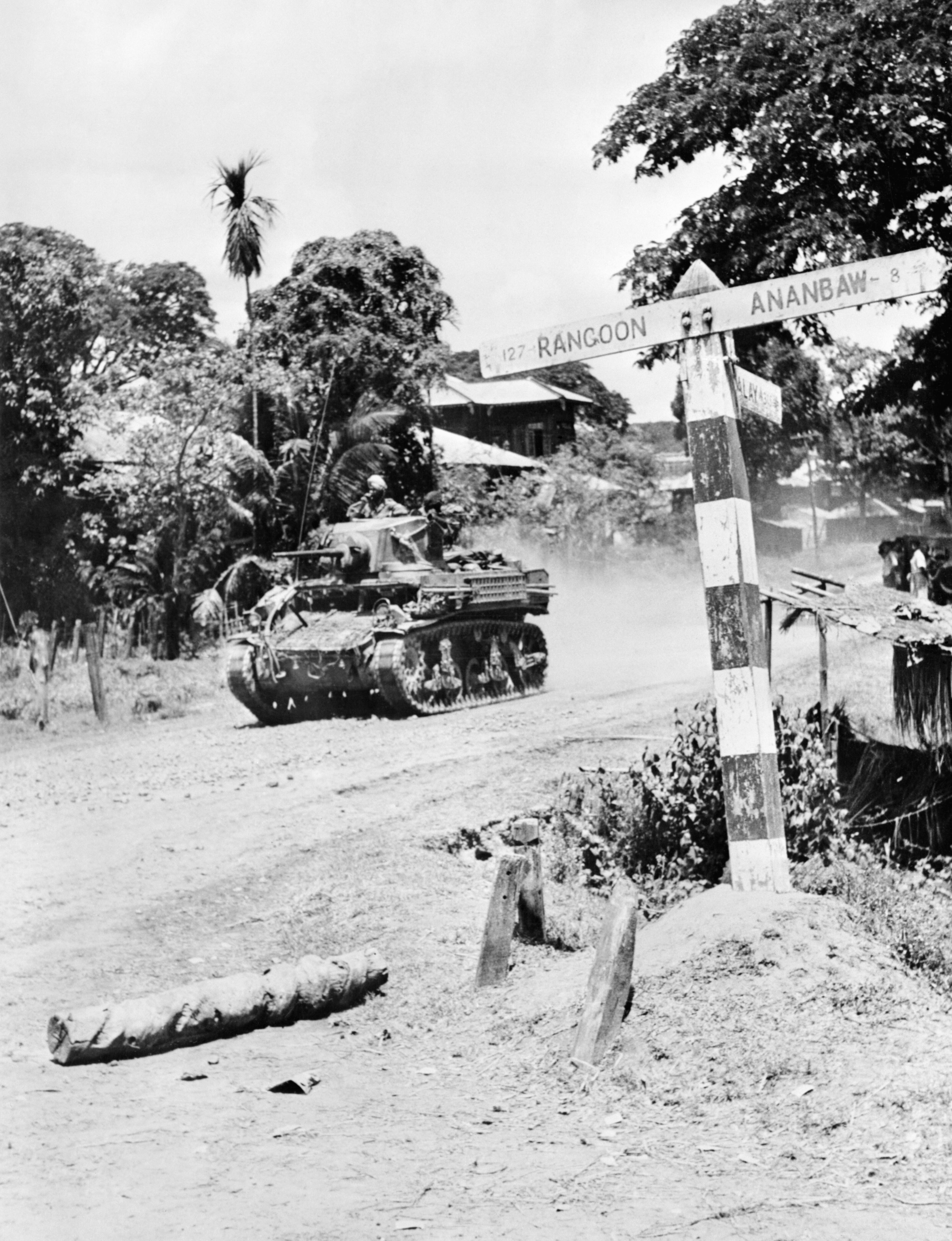
Британський легкий танк «Стюарт» на підступах до Рангуна. Квітень 1945

Головний японський штаб у Бірмі, Армії Бірманського району під командуванням генерал-лейтенанта Гейтаро Кімура, знаходився в Рангуні. У місті не дислокувалося бойових японських формувань, але була велика кількість військ зв'язку, забезпечення та підтримки і персоналу ВМФ. Також знаходився значний контингент Індійської національної армії, сили, що складалася в основному з колишніх індійських військовополонених, захоплених японцями в Малайї, які прагнули скинути британське панування в Індії. На початку 1945 року багато її солдатів були переконані, що поразка Японії неминуча, і дезертували або легко капітулювали під час наступу союзників на Рангун.
Кімура вже вирішив не захищати Рангун, а евакуювати місто і відійти до Моулмейна на півдні Бірми. Незважаючи на те, що він отримав наказ від маршала Терауті Хісаїті, головнокомандувача Південною експедиційною групою армій, захищати Рангун до останнього, він міркував, що це означатиме безглузду втрату його головних сил. Кімурі протистояв його начальник штабу генерал-лейтенант Шинічі Танака, який видав накази про укріплення позицій у Рангуні.
Однак 19 квітня Танака вилетів на північ з кількома старшими офіцерами, для оцінки ситуації навколо Таунгу. Поки він був відсутній, штабні офіцери підготували накази про евакуацію, які Кімура без вагань підписав. 23 квітня Танака повернувся і висловив свій протест, але дарма. Оскільки радіостанції армійського штабу вже були перенесені в Моулмейн, армія більше не могла контролювати загальну ситуацію в Бірмі зі штабу в Рангуні.
З наближенням британсько-індійських військ до столиці Бірми, єдиним компонентом, що залишився в Рангуні, стали 5000 військовослужбовців Індійської національної армії під командуванням генерал-майора А. Д. Логанатана, залишеного Босом для захисту решти індійської громади від нападів розлючених бірманців. Логанатан не мав наміру протистояти атакам союзників і сподівався здатися та передати усю відповідальність за місто британцям, коли вони прибудуть.
До 24 квітня британці за допомогою радіорозвідки узнали, що штаб армії Бірми залишив Рангун, втім вони не мали інформації, що японці збираються повністю залишити місто. Виходячи з цього, вважалося, що десант зустріне сильний опір. Згідно зі зміненим планом «Дракули», індійська 26-та дивізія під командуванням генерал-майора Генрі Чемберса мала захопити плацдарми на обох берегах річки Рангун. Британська 2-га дивізія мала висадитися на ці плацдарми через кілька днів, і по готовності розпочати штурм міста.

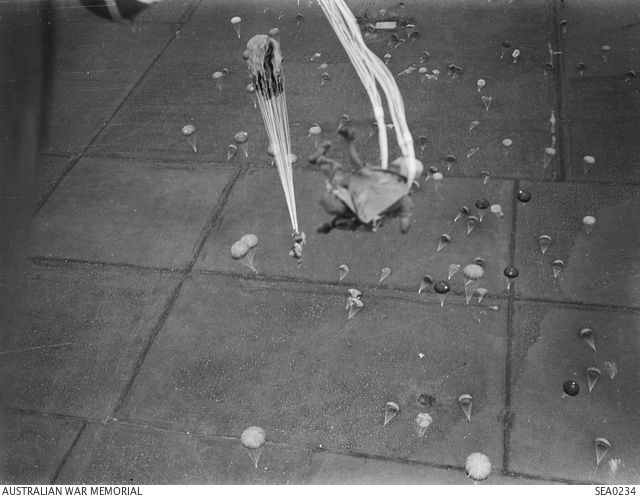
Висадка повітряного десанту зведеного парашутного батальйону «Гуркха». Бірманська кампанія

З 27 квітня по 30 квітня Індійська 26-та дивізія та інші сили морського десанту вийшли шістьма конвоями з Ак'ябу та острова Рамрі. Транспортування та висадка британських та індійських штурмових військ була доручена контрадміралу Бенджаміну Мартіну, який командував З'єднанням W. З моря десанту забезпечувала 21-ша авіаносна ескадра з чотирьох авіаносців, двох крейсерів та чотирьох есмінців. 3-тя бойова ескадра, що складалася з двох лінкорів («Квін Елізабет» і французького «Ришельє»), двох ескортних авіаносців, чотирьох крейсерів (один голландський) та шести есмінців діяла в інтересах операції, а також флотилія прикриття з п'яти есмінців, яка протистояла спробам японців евакуювати свої війська морем. З повітря висадку прикривала 224-та авіаційна група віцемаршала авіації графа Бандона, яка діяла з аеродромів навколо Таунгу і з острова Рамрі.
У ранкові години 1 травня вісім ескадрилей B-24 «Ліберейтор», чотири B-25 «Мітчелл» та дві ескадрильї P-51 «Мустанг» Повітряних сил армії США бомбардували та обстріляли японські позиції південніше Рангуна. Незабаром зведений парашутний батальйон «Гуркха» з 700 десантників, 50-ї індійської парашутної бригади, скинули з C-47 2-ї групи повітряного командування на Елефант-Пойнт у гирлі річки Рангун. Парашутисти швидко ліквідували деякі невеликі японські групи, залишені в ролі ар'єргардів, або, можливо, забуті в результаті плутанини при евакуації, і захопили або знищили кілька гармат, що захищали підступи з моря до Рангуну, зазнавши тридцять жертв від неточних бомбардувань союзників.
Рано вранці 2 травня, після того, як Елефант-Пойнт був визволений від противника, тральщики очистили прохід по річці від японських мін, і десантні кораблі та судна почали виходити на берег, майже в останній день, коли висадки на плацдарми були можливі, перш ніж сильний вітер, спричинений мусоном, почав набирати силу.
Протягом наступного дня особовий склад індійської 26-ї дивізії почав займати місто, не зустрічаючи жодного опору. Коли японці та функціонери режиму Ба Мо пішли, хвиля безладу та грабежів охопила Рангун і продовжувалася протягом декількох днів, тому британців та індійців вітали як символ наведення порядку та забезпечення доставки продовольства та інших необхідних речей.